# Hôtel particulier, 2 rue Honoré-de-Balzac (Guérande)
La maison du 2 rue Honoré-de-Balzac est un hôtel particulier situé à Guérande, en France.

## Localisation
L'hôtel particulier est situé sur la commune de Guérande, dans le département de la Loire-Atlantique.

## Historique
Le monument est inscrit au titre des monuments historiques en 1966.